# George S. Henry
Honorable George Stewart Henry ( * 16 de julio de 1871 -  2 de septiembre de 1953) fue un granjero, emprendedor y hombre político canadiense, de Ontario. Tuvo acceso a ser electo a la Asamblea legislativa de Ontario en 1913 debajo del estandarte del Partido conservador. En 1930, en plena Gran Depresión, fue Primer ministro de Ontario de 1930 a 1934. Fue masón.
- Datos: Q3101940
- Multimedia: George Stewart Henry / Q3101940